# Sterna (geslacht)
Sterna is een geslacht van vogels uit de familie van de meeuwen (Laridae, geslachtengroep Sternini). Het geslacht telt 13 soorten. De wetenschappelijke naam van het geslacht werd in 1758 gepubliceerd door Carl Linnaeus.

## Soorten
- Sterna acuticauda – Zwartbuikstern
- Sterna aurantia – Rivierstern
- Sterna dougallii – Dougalls stern
- Sterna forsteri – Forsters stern
- Sterna hirundinacea – Zuid-Amerikaanse visdief
- Sterna hirundo – Visdief
- Sterna paradisaea – Noordse stern
- Sterna repressa – Arabische stern
- Sterna striata – Tarastern
- Sterna sumatrana – Zwartnekstern
- Sterna trudeaui – Trudeaus stern
- Sterna virgata – Kerguelenstern
- Sterna vittata – Zuidpoolstern